# Rapasaari (ö i Norra Savolax, Nordöstra Savolax)
Rapasaari är en ö i Finland.   Den ligger i kommunen Tuusniemi i den ekonomiska regionen  Nordöstra Savolax ekonomiska region  och landskapet Norra Savolax, i den sydöstra delen av landet, 300 km nordost om huvudstaden Helsingfors.